# Río Guadalupejo
Río Guadalupejo este o arie protejată (arie specială de conservare — SAC, sit de importanță comunitară — SCI) din Spania întinsă pe o suprafață de 547,93 ha, integral pe uscat.

## Localizare
Centrul sitului Río Guadalupejo este situat la coordonatele 39°25′40″N 5°15′57″W / 39.427778°N 5.265833°V.

## Înființare
Situl Río Guadalupejo a fost declarat sit de importanță comunitară în decembrie 2000 pentru a proteja 31 de specii de animale. Situl a fost protejat și ca arie specială de conservare în mai 2015.

## Biodiversitate
Situată în ecoregiunea mediteraneană, aria protejată conține 14 habitate naturale: Pante stâncoase silicioase cu vegetație casmofită, Galerii de Salix alba și de Populus alba, Pajiști umede mediteraneene cu ierburi înalte de Molinio-Holoschoenion, Păduri de stejar galițio-portugheze cu Quercus robur și Quercus pyrenaica, Păduri de Quercus ilex și Quercus rotundifolia, Păduri de Castanea sativa, Păduri de Quercus suber, Păduri iberice de Quercus faginea și Quercus canariensis, Păduri aluvionare cu Alnus glutinosa și Fraxinus excelsior (Alno-Padion, Alnion incanae, Salicion albae), Iazuri temporare mediteraneene, Pajiști uscate europene, Galerii și tufărișuri riverane sudice (Nerio-Tamaricetea și Securinegion tinctoriae), Tufărișuri termo-mediteraneene și de pre-deșert, Dehesas cu Quercus spp. perene.
La baza desemnării sitului se află mai multe specii protejate:
- păsări (19): fluierar de munte (Actitis hypoleucos), pescăruș albastru (Alcedo atthis), rață mare (Anas platyrhynchos), fâsă de pădure (Anthus spinoletta), stârc cenușiu (Ardea cinerea),  prundaș gulerat mic (Charadrius dubius), barză albă (Ciconia ciconia), barză neagră (Ciconia nigra), erete vânăt (Circus cyaneus), egretă mică (Egretta garzetta), Galerida theklae, cocor (Grus grus), acvilă pitică (Hieraaetus pennatus), ciocârlie de pădure (Lullula arborea), pitulice de munte (Phylloscopus bonelli), pitulice de munte (Phylloscopus collybita), silvie de tufiș (Sylvia undata), fluierarul de zăvoi (Tringa ochropus), nagâț (Vanellus vanellus)
- amfibieni (1): Discoglossus galganoi
- mamifere (4): vidră de râu (Lutra lutra), liliac cu aripi lungi (Miniopterus schreibersii), liliacul mare cu potcoavă (Rhinolophus ferrumequinum), liliacul cu potcoavă a lui méhely (Rhinolophus mehelyi)
- nevertebrate (1): fluturele auriu (Euphydryas aurinia)
- pești (4): Cobitis paludica, Luciobarbus comizo, Rutilus alburnoides, Rutilus lemmingii
- reptile (2): Lacerta schreiberi, Mauremys leprosa

Pe lângă speciile protejate, pe teritoriul sitului au mai fost identificate 5 specii de plante, 6 specii de păsări, 1 specie de amfibieni, 1 specie de mamifere, 1 specie de nevertebrate, 6 specii de pești, 1 specie de reptile.